# Benedikt Kellner
Benedikt Kellner (* 28. August 1998 in München) ist ein deutscher Handballspieler. Kellner wird meist auf der Position Rückraummitte eingesetzt.

## Karriere
Kellner spielte seine gesamte Jugend beim TSV Ismaning. Kellner wurde immer wieder in die DHB Nachwuchs-Nationalteams berufen. Im Jahr 2016 wechselte er zum deutschen Verein HSC 2000 Coburg (Rückennummer 17). Ab der Saison 2018/19 lief er für den HC Erlangen auf. Nebenbei begann er ein Studium der Humanmedizin in Erlangen. Im Sommer 2023 wechselte er zum TuS Fürstenfeldbruck.